# Why (Tony-Sheridan-Lied)
Why (englisch für: „Warum“) (auch: Why (Can’t You Love Me Again)) ist ein Lied von Tony Sheridan und der Musikgruppe The Beatles, das diese 1961 aufnahmen und das 1962 erstmals auf einer EP von Tony Sheridan veröffentlicht wurde.

## Hintergrund

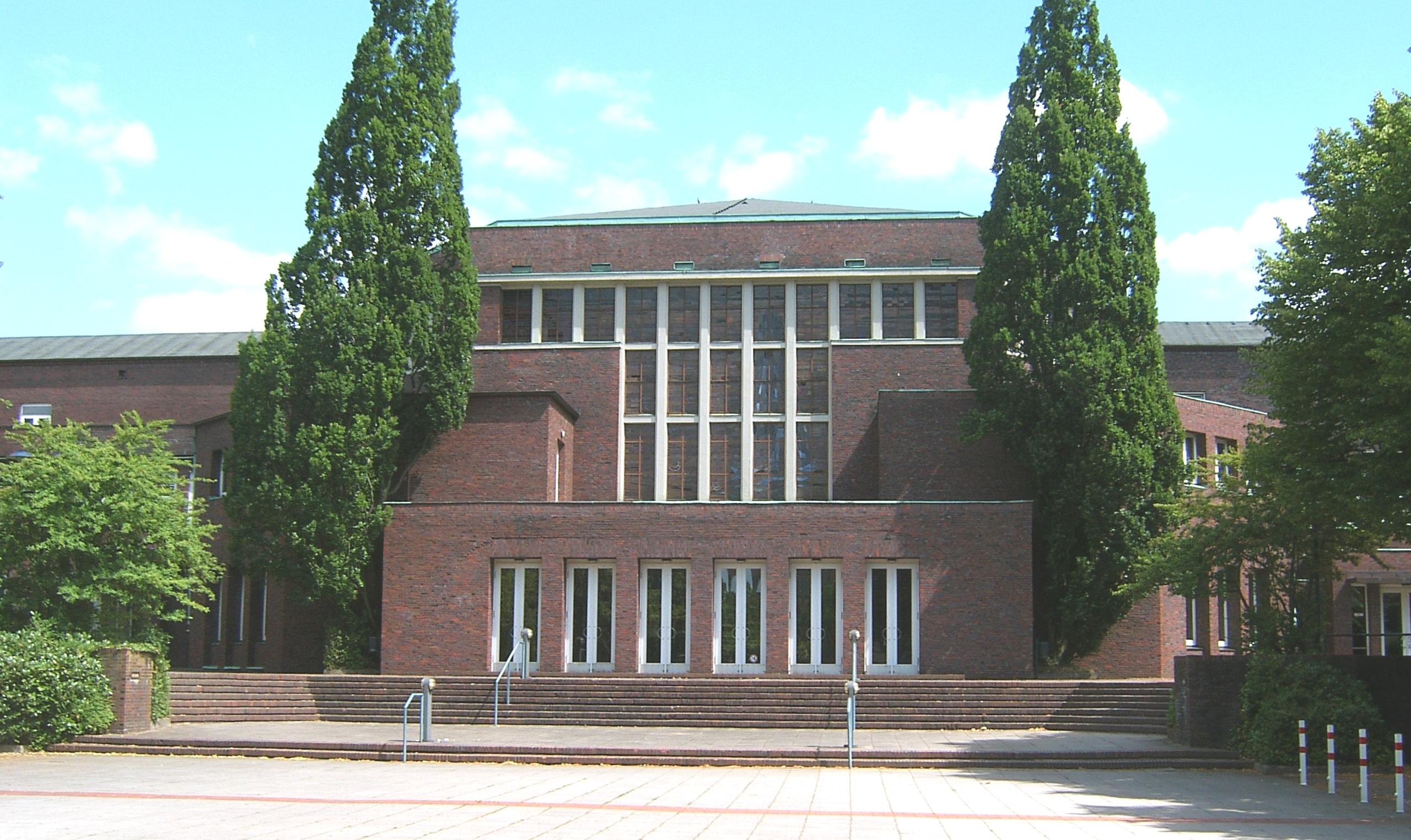
Friedrich-Ebert-Halle

Why wurde 1958 von Tony Sheridan und Bill Crompton komponiert. Crompton war ein Komponist und Sänger, der mit Morgan „Thunderclap“ Jones seit den späten 1950er Jahren zusammenarbeitete. Wie die Zusammenarbeit mit Sheridan zustande kam ist nicht dokumentiert.
Der Text des Liedes sagt aus, das der Sänger sich fragt warum die Liebe zu einer Frau nicht erwidert wird.
Tony Sheridan nahm mit den Beatles, entweder am 22. oder 23. Juni 1961 in der Friedrich-Ebert-Halle auf. Why wurde mit einem tragbaren Zweispur-Tonbandgerät aufgenommen, die Produktionsleitung übernahm Bert Kaempfert, Toningenieur war Karl Hinze, Tony Sheridan und die Beatles spielten in folgender Besetzung:
- Tony Sheridan: Gesang, Rhythmusgitarre
- John Lennon: Rhythmusgitarre, Händeklatschen, Hintergrundgesang
- George Harrison: Leadgitarre, Hintergrundgesang
- Paul McCartney: Bass, Hintergrundgesang
- Pete Best: Schlagzeug

Stuart Sutcliffe verließ die Beatles bereits vor den Aufnahmen im Juni 1961.
Im Dezember 1961 wurde in Deutschland die Promotionsingle Why / Cry for a Shadow hergestellt, eine offizielle Veröffentlichung erfolgte jedoch nicht. Im April 1962 erschien in Frankreich die EP Mister Twist (Katalognummer 21914) von Tony Sheridan, die erstmals folgende vier Lieder mit den Beatles enthält: When the Saints / Cry for a Shadow / My Bonnie / Why.
Erst im Zuge der beginnenden Popularität der Beatles wurde in Deutschland von der Plattenfirma Polydor am 12. Juli 1963 die EP Tony Sheridan with The Beatles  mit den gleichen Liedern wie die EP Mister Twist veröffentlicht.
Am 28. Februar 1964  erschien die Single Cry for a Shadow / Why. Das Cover der Single zeigt in Anspielung auf die Pilzfrisuren der Beatles vier stilisierte Pilze.  Die Single konnte sich nicht in den Charts platzieren. In den USA wurde die Single Why / Cry for a Shadow veröffentlicht und erreichte Platz 88 der Billboard Charts. Die Single verbrachte eine Woche in den Charts. Why wurde auf dem Kompilationsalbum The Beatles’ First veröffentlicht. Das Album erschien im April 1964 in Deutschland  und am 4. August 1967 in Großbritannien. In den USA wurde das Album am 4. Mai 1970 unter dem Titel In the Beginning (Circa 1960) veröffentlicht.
Es gibt mindestens eine Coverversion des Liedes.